# Aragonés benasqués
El aragonés benasqués, benasqués, altorribagorzano o patués es un dialecto de transición entre el aragonés y el catalán, perteneciente al subbloque del aragonés oriental. Por su aislamiento representa una excepción dentro del aragonés por conservar los números y los días de la semana en aragonés, perdidos en aragonés general. Aunque su uso es superior al de otros dialectos del aragonés, consta de 1000 o 2000 hablantes, es una lengua en rápida recesión. Su uso ha ido decreciendo a lo largo de los años.
Como ejemplo de uso, Joaquín Costa en marzo de 1879 publicó en el Boletín de la Institución Libre de Enseñanza una curiosa fórmula con que el pueblo caracteriza el dialecto de Benasque: "Morsiella de la bediella,— feta de ayére, cueta de hué — de man de mi mullé:— ;qué bona que ye! San Marsial mo ne dongue...".

## Aspectos históricos, sociales y culturales

### Nombre
La denominación benasqués es claramente el endónimo culto tradicional, mientras que el de aragonés benasqués surgió más cuando se empezó la regularización del idioma sobre la base de unos estándares.
La denominación patués proviene del francés patois que se propagó durante la revolución francesa para denominar de manera despectiva las lenguas nacionales en uso diferentes al francés así como perseguir e insultar a sus usuarios sugiriendo que el benasqués tuvo cierto uso en el lado norte del Pirineo. Por ello la denominación patués debe ser evitada dado que históricamente se relaciona con la marginación cultural y un bajo nivel educativo.

### Ubicación
El benasqués se habla en torno al valle de Benasque (en la Ribagorza, provincia de Huesca, Aragón, España). Las localidades incluidas son:Abi, Barbaruens, Seira, Benasque, Cerler, Anciles, Eriste, Sahún, Chía, Castejón de Sos, El Run, Bisaurri, Renanué, Urmella, Villanova, Sesué, Eresué, Ramastué, Sos, Liri, Arasán, La Muria, San Feliu de Veri y San Martín de Veri. Benasque figura en el ALEANR con las siglas Hu 201.

### Relación con otras variedades
El benasqués es uno de los sistemas lingüísticos de transición de la familia de lenguas románicas, de manera que su clasificación lingüística es un tema de debate bastante enrevesado.
Se trata de un conjunto bastante homogéneo de hablas altorribagorzanas que se hablan en el valle de benasque, con particularidades propias que lo diferencian del resto de variedades ribagorzanas (aragonesas o catalanas). Los elementos gascones que presenta son más importantes que en otros dialectos aragoneses pero mucho menores de lo que los no lingüistas han querido ver. Esa posición especial hace que algunos lingüistas se hayan inclinado por considerar que forma parte del catalán, aunque la opinión mayoritaria es considerarlo dentro del aragonés, eso sí, ocupando una posición de transición entre ambos. Esta es la opinión de lingüistas como Ramón Menéndez Pidal, Francesc de Borja Moll, Manuel Alvar o Rafael Andolz. Algunos otros filólogos como José Antonio Saura se inclinan por catalogarlo como una microlengua (por número de hablantes) particular.

## Subdialectos
Una isoglosa clara para distinguir las variedades benasquesas es la de los plurales en -as/-es, que separa el norte (Benasque, Eriste, Anciles y Sahún) con plurales en -es, del sur con plurales en -as como en aragonés general. José Antonio Saura Rami distingue entre una zona A con plurales femeninos en -es, una zona B con plurales femeninos en -as y una zona C al sureste con plurales femeninos en -as y menor frecuencia de diptongación romance.
- Los lugares de la zona A son: Benasque, Cerler, Eriste, Anciles y Sahún.
- Los lugares de la zona B son: Sesué, Sos, Eresué, Ramastué, Arasán, Liri, Urmella, Bisaurri, Renanué, Gabás, Castejón de Sos, El Run, Chía, Villanova, Abi, Seira, Barbaruens,
- Los lugares de la zona C son: San Martín de Veri, San Feliu de Veri, Veri, Dos, Buyelgas y La Muria.

Dentro de las hablas de transición entre el aragonés y el catalán, la zona C representa un grado mayor de coincidencia con el catalán que las otras. La menor frecuencia de diptongaciones romances (la diptongación romance distingue al aragonés del catalán) se manifiesta en un sufijo -ello en lugar del sufijo -iello. Es más frecuente el apócope de la vocal final y unas formas en la conjugación que se parecen más al catalán (faigo, diuen, veu, cau, viuen, pot, volé...). También hay diferencias en cuanto al léxico.

## Descripción lingüística

### Fonología
Principales diferencias entre el sistema fonológico benasqués y el del resto del aragonés:
- El grado de abertura de las vocales e y o (sèt, còr), que a veces puede hacer distinción semántica (fòrt~fuerte, fórn~horno).
- En las hablas de la parte norte del valle,[6] las a  de los plurales y de algunas formas verbales se vuelven e como en catalán, asturiano central y algunas hablas mozárabes (Las francesas se vuelven a París~Les franseses se'n tornen ta París).
- La falta de la interdental sorda, que la grafía aragonesa representa con una c-z o tz, y que en benasqués suena siempre como /s/ (cielo~sielo, cereño~serenyo) o como /ts/ en los plurales procedentes de -T'S  (ciudades~siudats).

Muchos rasgos del benasqués se pueden encontrar en otras variedades del aragonés, sobre todo en el aragonés oriental. Aunque el benasqués no diptonga ninguno de los vocablos que sí lo hacen en el resto de variedades aragonesas (fèl~hiel, fòc~fuego), puede decirse que la diptongación es mucho más general que la no-diptongación, hecho que define mejor la aragonesidad del benasqués cuando se considera ese rasgo como una isoglosa clave entre el aragonés y el catalán.
En cuanto a evoluciones fonéticas históricas que cabe destacar:
- Hay algunos casos de pérdida de consonantes intervocálicas -C- delante de E, I y -TY- delante del acento coincidiendo con el catalán:
  - RATIONE > ragón, con una etapa intermedia raón.
  - ragoná

- Hay algunos casos de evoluciones hacia -u final de los grupos finales -TY-, -C delante de E, I y -D o "vocalizacionse en final absoluto", que tradicionalmente se ha considerado un carácter propio del catalán pero que puede ser propio del aragonés oriental y centro-oriental:
  - PERDICE(M) > perdiu (perdiz)
  - PRETIU(M) > preu
  - PEDE(M) > peu (pie)
  - PRODE > prou (bastante)
  - Las formas verbales deu, creu, riu, chau y diu, correspondientes al aragonés general debe, creye, ríe, chace, dice (debe, cree, ríe, yace, dice).

La -n final se conserva en la mayoría de los casos, pero desaparece en algunos topónimos (Castilló, Sa Martí, El Turbó, en el adverbio demá (mañana), y en palabras con sílaba final átona como chove (joven), freixe (fresno) y came (cáñamo), coincidiendo con el catalán y el gascón aranés, y diferenciándose del aragonés chóven (joven), fráixin y canyimo (cáñamo).
- Igualmente en relación con lo anterior, la terminación -MEN de los sustantivos neutros de la tercera declinación latina, que en aragonés se queda igual, evoluciona a -me, o también a -m como en catalán:
FAMEN > fame ('hambre')
GRAMEN > grame ('paja'?)
LEGUMEN > llegume ('legumbre')
TERMEN > termi (en Renanué y Eresué).
LUMEN > llum ('luz')
NOMEN > nom ('nombre')
Por eso el sufijo -men toma la forma -me: ixame (ixambre 'enjambre'), vacume (vacumen), crabame (crabamen).

- Hay metátesis típicas del aragonés que son comunes con el gascón:
LINGUA(M) > lluenga (lengua)
CAPRA(M) > craba (cabra)

- Es la habla aragonesa donde mejor se conserva la antigua evolución del grupo latino -ND- hacia -n-, común con el catalán pero actualmente minoritaria:
  - espuena (espuenda), redono, fona, gran, mon, bllano, foner-se, manar, barana, estener, aprener, estona, unada, llendre y onda.

### Grafía
La forma más empleada para escribir el patués es una adaptación propia de la ortografía de la lengua aragonesa, que usa un alfabeto latino. La acentuación sigue más o menos las mismas normas, aunque el acento puede tener función diacrítica en casos que el aragonés general no existe: mai-mái (nunca), mon-món (mundo).

### Morfología
Hay casos en que la -o final se mantiene en singular pero no en plural. Esto curioso hecho se debe a que fue bastante común en aragonés desde el valle de Tena hasta la Ribagorza.
- arco/arcs, banco/bancs, chermano/chermans, farsiello/farsiells, lelo/lels, meco/mecs, miollo/miolls, palo/pals, pito/pits, sepo/seps, sueco/suecs, terreno/terrens, tusuelo/tusuels, nugo/nucs, nyedo/nyets, sentido/sentits, canudo/canuts, forau/forats, candau/candats, llinau/llitats, prau/prats, taulau/taulats, uello/uells, casuelo/casuels.

En estos casos es dudoso interpretar si es una -o final antigua o recompuesta. Hay que señalar que acompaña a unos diptongos -ie-, -ue- que se pierden en el proceso de castellanización general (uello, farsiello) y resulta una prueba de la mejor filiación de la lengua con el aragonés por lo menos en los últimos siglos.
Las parejas sentido/sentits, forau/forats, prau/prats habrán de tenerse en cuenta a la hora de interpretar la evolución del participio en aragonés.
Se conservan los numerales cardinales ueito (variante ueit) y setze (con la pronunciación seseante del benasqués). Por otro lado, existe la preposición dan que significa con.
Los participios en patués acaban en -au, -eu, -iu (cantau, perdeu, dormiu). Javier Terrado Pablo considera que representan una evolución autóctona por vocalización desde -ad, -ed, -id (que se hallan en una estrecha franja de localidades de la Ribagorza catalanoparlante como -at, -et, -it), y que aparecerían por apocópe de la o final en -ado, -edo, -ido.
Los verbos frecuentativos hacen infinitivos acabados en -iá(r) (babiá, rebitiá), pero en las formas personales de present acentuadas en la raíz aparecen los incrementos en -ey-, igual que en belsetano. Ballarín documentó en 1978 (mira-te com babeye ixe llimaco, coixeye porque ye despeau).

### Léxico
Hay palabras que lo diferencian del resto del aragonés, como el verbo ragonar (hablar, charrar en aragonés general), muscllo/moscllo (hombro, huembro en aragonés general).
Los días de la semana tienen restos más conservativos que en aragonés general, pero también pueden tener influencia catalana: lluns, martz, mierques, chous, viernes, sapte y dimenche/dumenche/demenche.